# Футбольная ассоциация Намибии
Футбо́льная ассоциа́ция Нами́бии (англ. Namibia Football Association) — организация, осуществляющая контроль и управление футболом в Намибии. Располагается в Виндхуке. ФАН основана в 1990 году (с обретением независимости страны от ЮАР), вступила в КАФ и ФИФА в 1992 году. В 1997 году стала членом-основателем КОСАФА. Ассоциация организует деятельность и управляет национальными сборными по футболу (мужской, женской, молодёжными). Под эгидой ассоциации проводится чемпионат страны и многие другие соревнования.